# Angelo Taylor
Angelo Taylor, född 29 december 1978 i Albany i Georgia, är en amerikansk friidrottare (kortdistans- och häcklöpare).
Taylor slog igenom vid junior-VM 1996 då han blev trea på 400 meter häck. Vid VM 1999 i Sevilla åkte Taylor individuellt ut i kvaltävlingen men var med i USA:s stafettlag som vann guld på 4 × 400 meter. Taylors främsta individuella merit är från Olympiska sommarspelen 2000 i Sydney då han vann guld på 400 meter häck. Vid VM 2001 lyckades Taylor inte leva upp till favoritskapet och tog sig inte vidare från semifinalen. I VM i Osaka 2007 valde han att springa 400 meter slätt och kom trea i finalen. I samma mästerskap vann han även guld som en del av USA:s stafettlag. 
Vid Olympiska sommarspelen 2008 i Peking tog han återigen guldmedalj på herrarnas 400 meter häcklöpning på det nya personliga rekordet 47,25 sekunder.
Vid VM 2009 slogs han ut redan i försöken på 400 meter häck. Däremot ingick han i USA:s stafettlag på 4 x 400 meter som vann guld.

## Personliga rekord
- 400 meter - 44,05 sekunder
- 400 meter häck - 47,25 sekunder